# Dino Morea
Dino Morea (nascido em 9 de dezembro de 1975) é um ator, modelo, produtor de cinema, personalidade de televisão e empresário indiano conhecido por seu trabalho em Bollywood e também apareceu em vários filmes malaiala, telugu, tâmil, marata e canarês .Em uma carreira de mais de duas décadas, Morea ganhou vários prêmios e atuou em mais de 50 filmes, variando de gêneros de romance a terror, embora geralmente em gêneros de ação, provando assim ser um dos atores de cinema hindi mais populares desde os anos 2000. 

## Carreira
Morea seguiu uma carreira de sucesso como modelo. Ele então começou a receber ofertas para papéis no cinema. Estreou no filme Pyaar Mein Kabhi Kabhi (1999) . Ele teve sua grande chance com Raaz em 2002, quando foi reconhecido pelo público. Também é coprodutor e ator dos filmes Jism 2 (2012) e Helmet (2021).[carece de fontes?]
Além disso, ele atuou em séries da web em várias plataformas OTT, incluindo Mentalhood (2020), Hostages (2020) e Tandav (2021), Kaun Banegi Shikharwati (2022). Morea foi aclamado por interpretar The Empire (2021), seu papel mais icônico e seu maior sucesso comercial único de todos os tempos. Seu desempenho aclamado pela crítica na série da web lhe rendeu o Indian Television Academy Awards.